# Os plat
Oasele plate sunt oase a căror funcție principală este fie o protecție extinsă, fie furnizarea de suprafețe largi pentru fixarea musculară. Aceste oase sunt extinse în plăci largi, plate, ca în craniu, ilium (pelvis), stern și cutia toracică.
Oasele plate sunt: occipital, parietal, frontal, nazal, lacrimal, vomer, os de șold (os coxal), stern, coaste și scapulae.
Aceste oase sunt compuse din două straturi subțiri de os compact care îngînglinesc între ele o cantitate variabilă de os cancelos, care este locația măduvei osoase roșii. La un adult, cele mai multe celule roșii din sânge se formează în oase plate. În oasele craniene, straturile de țesut compact sunt cunoscute familiar sub numele de tablele craniului; cea exterioară este groasă și dură; interiorul este subțire, dens și fragil și, prin urmare, este numit tabla vitroasă (asemănătoare sticlei). Țesutul cancelos care intervine se numește diploë și acest lucru, în regiunea nazală a craniului, devine absorbit astfel încât să lase spații umplute cu aer–sinusurile paranazale între cele două table.

## Osificarea în oase plate
Osificarea este începută de formarea de straturi de țesut conjunctiv nediferențiate care dețin zona în care urmează să vină osul plat. Pe un copil, aceste pete sunt cunoscute sub numele de fontanelle. Fontanelele conțin celule stem de țesut conjunctiv, care se formează în osteoblaste, care secretă fosfat de calciu într-o matrice de canale. Ele formează un inel între membrane, și încep să se extindă spre exterior. Pe măsură ce se extind, fac o matrice osoasă.
Această matrice întărită formează corpul osului. Deoarece oasele plate sunt de obicei mai subțiri decât osul lung ele au doar măduva osoasă roșie, cât și măduva osoasă galbenă (măduva osoasă galbenă fiind alcătuită în cea mai mare parte din grăsime). Măduva osoasă umple spațiul în inelul osteoblastelor, și în cele din urmă umple matricea osoasă.
După ce osul este complet osificat, osteoblastele își retrag fosfatul de calciu secretând vrilurile, lăsând canale mici în matricea osoasă, cunoscută sub numele de canaliculi. Aceste canaliculi furnizează nutrienții necesari pentru osteoblastele nou transformate, care sunt acum numite osteocite. Aceste celule sunt responsabile pentru întreținerea generală a osului.
Un al treilea tip de celulă osoasă găsit în oasele plate se numește osteoclast, care distruge osul folosind enzime. Există trei motive pentru care osteoclastele sunt utilizate în mod normal: primul este pentru repararea oaselor după o pauză. Distrugerea secțiuni de os care iese în afară sau îngreunează reformarea. Ele sunt, de asemenea, utilizate pentru a obține calciu necesare că osteoclaste sunt utilizate este pentru creștere. Pe măsură ce osul crește, forma lui se schimbă. Osteoclastele dizolvând partea osului care trebuie să se schimbe.

## Imagini suplimentare

Oase plate în scheletul uman. (afișat cu roșu)
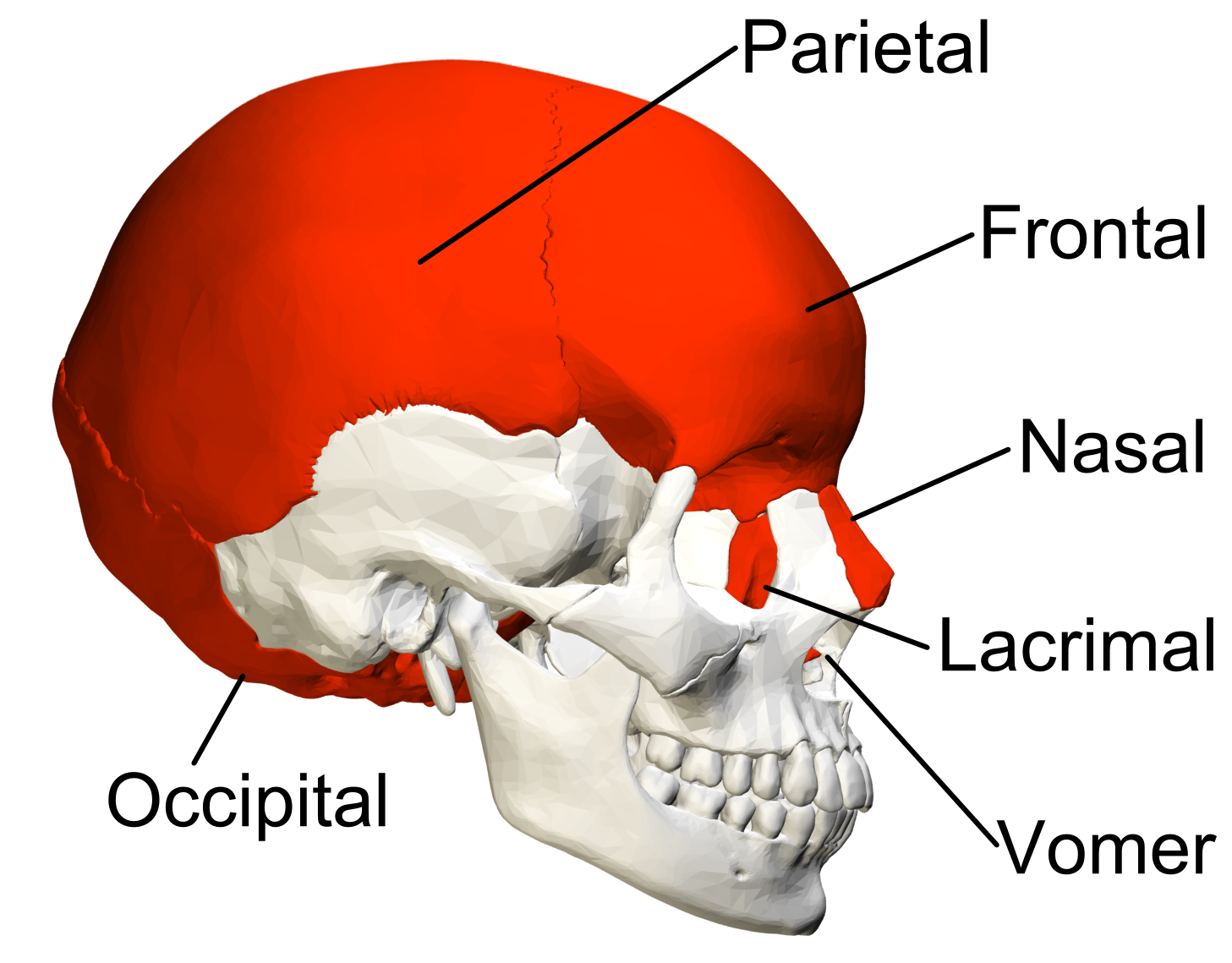
Oase plate în craniu uman. (afișat cu roșu)
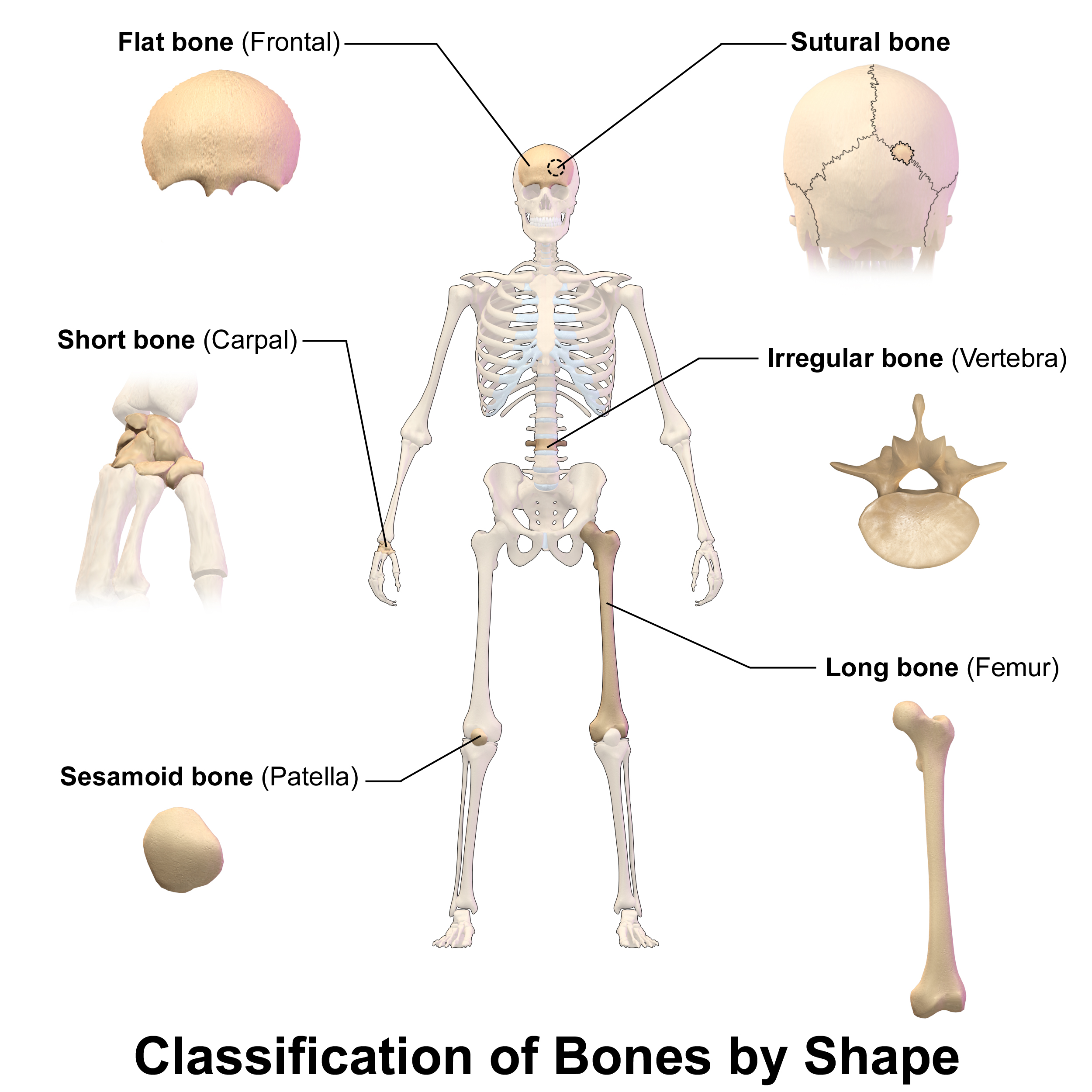
Clasificarea oaselor după formă.